# ラージャ・ヨーガ

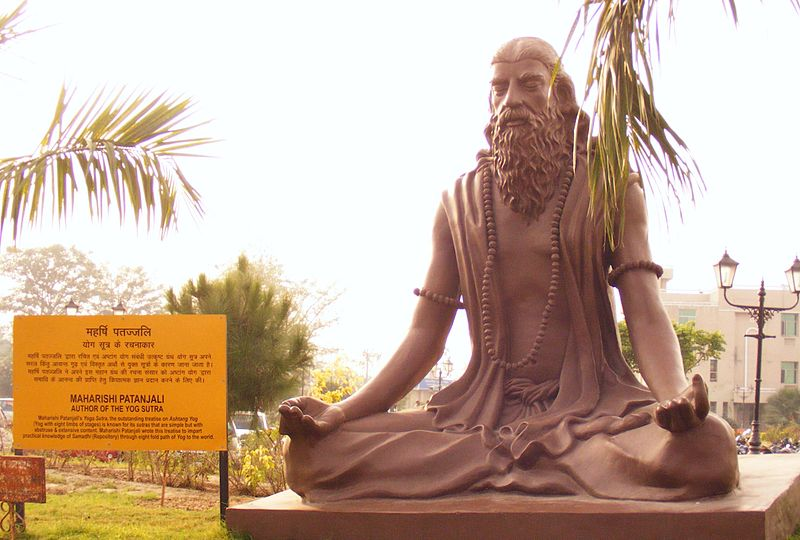
パタンジャリの彫像（ハリドワール）

ラージャヨーガ（「王のヨーガ」の意）は、瞑想（ディヤーナ）によって心を涵養し、真実在への理解を深めて最終的に解脱を目指すヨーガの体系。古典ヨーガやアシュターンガ・ヨーガ（八支ヨーガ）と密接に関連するが、厳密には多くの点で異なる。パタンジャリの『ヨーガスートラ』が初めて述べたところのものであり、サーンキヤ学派と密接に関連する。ヒンドゥー哲学の文脈においてはヨーガ学派と呼ばれる六派のひとつである。

## 呼称
ラージャヨーガは、16世紀の『ハタヨーガプラディーピカー』において、行者スヴァートマーラーマが解説した当時の比較的新しい流派であるハタヨーガから、パタンジャリの『ヨーガスートラ』に基づく流派を区別するために導入された、ひとつのレトロニム（新たなものの出現の際に旧来のものを表すために造られる新語）である。また、ヒンドゥー教の新宗教運動であるブラフマ・クマリスでは、そのまったく独自の瞑想実践をラージャヨーガと呼んでいる。
ラージャヨーガという語の文献上の初出は『ハタヨーガプラディーピカー』であるが、作家でヨーガ研究家の伊藤武は、同書のいうラージャヨーガは20世紀に広まったヨーガの分類でのラージャヨーガとは意味が異なるとする。『ハタヨーガプラディーピカー』やそれ以降のハタヨーガやタントラ系の古文献でのラージャヨーガは、ハタヨーガの最終段階であるラヤヨーガ（クンダリニーヨーガ）のことを指していたり、ハタヨーガの奥義といった意味で使われている、と伊藤は指摘する。一方、近代にはヴィヴェーカーナンダがヨーガにラージャという言葉を冠して、ヴェーダーンタ哲学に立脚し『バガヴァッド・ギーター』と『ヨーガスートラ』の二大聖典に依拠した総括的なヨーガの理念を謳い上げ、カルマ、バクティ、ジュニャーナ、ハタという四大ヨーガを概説した。伊藤によれば、今日のラージャヨーガの一般的な意味は、元はヴィヴェーカーナンダの用いた総括的なヨーガの美称であったラージャヨーガが、前述の四大ヨーガとは別のヨーガの王道であると解釈されて広まったものであるという。
ラージャヨーガはアシュターンガ・ヨーガ（8支分からなるヨーガ、8階梯のヨーガ）と呼ばれることもある。これは、行わなければならない8つの位相があるためである。これをパッタビ・ジョイスのアシュターンガ・ヴィンヤーサ・ヨーガと混同してはならない。
パタンジャリは、第2章の冒頭で「苦行、読誦、自在神祈念の三つを行事ヨーガという」と述べているように、そのヨーガ体系のうち日常の行事として行うヨーガを「クリヤーヨーガ」（行事ヨーガ）と呼んだ。

## 思想
ラージャヨーガは、何よりもまず心に係わるものであるがゆえに、そう呼称される。伝統的には心とは、（自覚的にせよ無自覚的にせよ）心の命令を遂行する心身複合機構であるところの人間存在の「王」であると考えられている。その心はまず、自己規律訓練によって馴致され、さまざまな手段によって浄化されなければならない。人間はもろもろの中毒や妄念を抱えており、これらは静かに坐すること（瞑想）を妨げる。禁戒（ヤマ）、たとえば禁欲、禁酒、自分の身体・言語・意識（身口意）の行いに念を入れること、勧戒（ニヤマ）、たとえば清浄、足ることを知る、聖典の学習など、といったことを通じて、人間の生存状態は瞑想を行うに適したものとなる。この、自分を自分自身に繋ぎとめる軛（くびき）こそが、ヨーガという言葉のもうひとつの意味である。
パタンジャリの『ヨーガスートラ』は、「ヨーガとは心の作用を止滅させることである」という言明で始まる。それから、いかにして心が錯誤的観念作用をなすかについて列挙し、さまざまな実的対象へ念想することを推奨する。この過程は、一切の心の対象がなくなる「無種子」という、自然発生的な静寂の心の境地へと到達するとされる。
この境地に入る力を養うための実習がラージャヨーガの実践であると考えることができる。したがってラージャヨーガはヨーガの他の諸形態を包含し、かつ、心が偽りの心的対象を生み出すような妄執的実習へ没入してしまわないようにすることをもって他のヨーガの諸形態とは一線を画している。
この意味においてラージャヨーガは「ヨーガの中の王」と呼ばれる。あらゆるヨーガ的実践は無種子の境地を得るための可能性のあるツールであると捉えられ、それ自体はカルマを浄化し解脱すなわち涅槃を得るという探求の出発点であると考えられる。歴史上、「ラージャ」（王）を自称するヨーガの諸流派は、学び手にヨーガの実践と（望むべくは、もしくは理想的には）この哲学的観点との混合物を提示する。

## 脚註
1. ↑  K A Jacobsen & G J Larson Theory And Practice of Yoga: Essays in Honour of Gerald James Larson, p. 4.
2. ↑  年代については14世紀とする説から16-17世紀頃とする説まである。
3. ↑  伊藤武『図説 ヨーガ大全』佼成出版社、2011年、97-99頁。ISBN 978-4-333-02471-1。
4. ↑  佐保田鶴治『ヨーガ根本教典』平河出版社、1973年、86頁。ISBN 4-89203-019-8。
5. ↑  この原語はサンスクリットのニローダ (nirodha) で、「抑制」（コントロール）の意とも解される。ニローダは仏教では四諦のひとつ滅諦であり「滅」と漢訳されるが、停止、制御、制限の意味がある。
6. ↑  佐保田鶴治『ヨーガ根本教典』平河出版社、1973年、66頁。